# Otto II. (Habsburg)

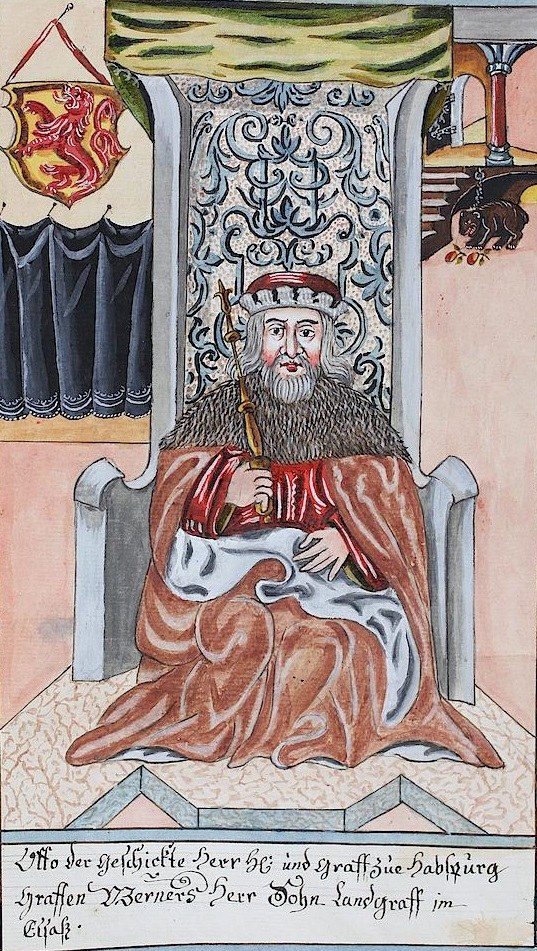
Otto

Otto, Graf von Habsburg, genealogisch Otto II. (* unbekannt; † 8. November 1111, auf seiner Burg Butenheim bei Kleinlandau), ist der älteste Sohn von Werner I.(II.)

## Leben
Otto war ein Graf auf der Habsburg. Er war vermutlich die erste Person, die sich den Titel von Habsburg gab. Die Habsburg war von seinem Großvater Radbot (~985–1045) und seinem Onkel Werner von Altenburg, Bischof von Straßburg (975/980(?)–1028) gegründet worden. Außerdem war er Landgraf im Ober-Elsass und Landvogt zu Muri. Er begleitete 1108 Kaiser Heinrich V. auf dessen Kriegszug gegen Ungarn. 1110 schenkte er die Martinskapelle in Boswil an das Kloster Muri.
Am 8. November 1111 wurde er auf seiner Burg Butenheim, heute Ruine Château de Butenheim, durch einen derer von Uesenberg erschlagen.

## Nachkommen
⚭ Hilda Gräfin von Pfirt (Haus Scarponnois)
- Rudolf (I.), starb ohne Erben
- Werner II.(III.) von Habsburg
- Adelheid ⚭ mit einem Graf unbekannten Namens aus dem Dynastengeschlecht derer von Hüneburg im Elsass